# Birger Wadström
Birger Wadström, född 6 april 1790 i Veddige socken, död 2 december 1861 i Göteborg, var en svensk lärare och präst.
Birger Wadström var son till mjölnaren och lantbrukaren Bengt Börgesson och Kerstin Andersdotter. Wadström kom 1802 till Varbergs skola och 1808 till gymnasiet i Göteborg. Han blev 1810 student vid Uppsala universitet och vistades 1811–1813 som informator i Göteborg. 1813 kom han åter till Uppsala, där han 1815 blev filosofie magister, varefter han 1816 erhöll anställning som lärare vid Göteborgs trivialskola. Han blev 1821 lärare i naturalhistoria vid Göteborgs gymnasium, utnämndes till adjunkt 1822, erhöll lektors titel 1823 och befordrades till lektor i matematik 1828. 1833, 1837 och 1838 tjänstgjorde han som rektor, och 1850 blev han enhälligt vald till rektor för Göteborgs högre elementarläroverk, en befattning han innehade till 1852. Dessutom innehade han under många år en mycket besökt privatskola i Göteborg. Wadström lät prästviga sig 1849 och erhöll 1850 Säve prebendepastorat på Hisingen samt blev samma år prost. Han blev teologie doktor 1860. Wadström skall ha varit en mycket framstående lärare. Han valdes 1832 till ledamot av läroverksrevisionskommittén, där han intog en ganska konservativ ståndpunkt, samt uppfördes 1840 på förslag till biskop i Göteborg, trots att han då inte var präst, men avböjde erbjudandet. Wadström var i många avseenden självständig, nykterhetsvän och motståndare till schartauanismen och ivrig missionsvän. Bland hans skrifter märks Om elementarbildningen med afseende på tidens fordringar (1839), där han gick i opposition till de liberala skolförslagen, samt Missions- och Bibelsällskaperne, såsom tidens tecken, hwilko emotsagdt varder (1846), en försvarsskrift för missionen.